# Fotometeor

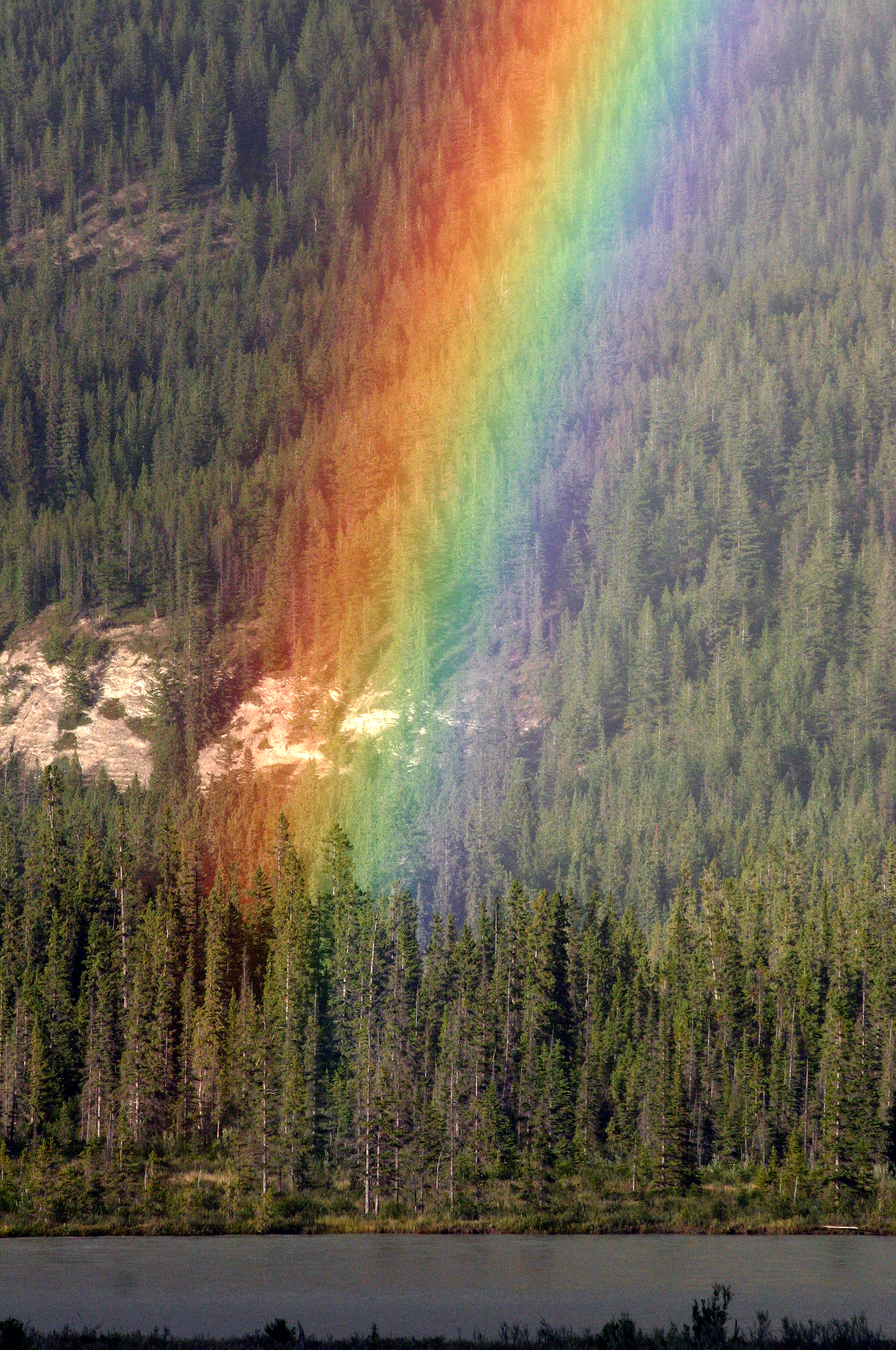
Curcubeul este unul dintre fotometeorii cei mai frecvenți.

Un fotometeor, din limba greacă phôtόs (« lumină ») și meteôros (« în aer »), desemneză un obiect sau fenomen optic care apare în atmosfera terestră, când lumina solară sau lunară suferă o reflexie, refracție, difracție sau interferențe determinate de circumstanțe deosebite. Un fotometeor este un tip de meteor (în accepțiunea sa cea mai largă).
Cele mai frecvente sunt haloul, curcubeul, coroana, irizațiile, gloria, inelul lui Bishop, mirajul, tremurarea, sclipirile, raza verde, tentele și razele crepusculare.

## Caz special
Aurorele polare (australe la Polul Sud, boreale la Polul Nord) sunt în același timp electrometeori și fotometeori, potrivit Météo-France, deoarece ele provin din interacțiunea particulelor de origine solară (protoni și electroni) cu atomi și molecule terestre (îndeosebi oxigen și azot). Aceste particule sunt canalizate de-a lungul liniilor de forță ale câmpului magnetic terestru spre poli. 